# Ramulus henanensis
Ramulus henanensis är en insektsart som först beskrevs av Chen, S.C. 2002.  Ramulus henanensis ingår i släktet Ramulus och familjen Phasmatidae. Inga underarter finns listade i Catalogue of Life.